# Густаво Лима
Густаво Лима (на португалски: Gusttavo Lima, истинско име: Нивалду Батиста Лима, на португалски: Nivaldo Batista Lima) е бразилски певец и автор на песни.

## Биография
Роден е на 3 септември 1989 г. в Президенти Олегарио, Минас Жераис, Бразилия.
През 1999 г., когато Густаво е на 9 години, изпълнява за първи път в училищния хор песента É o Amor, написана от братята Зезе Ди Камарго и Лусиано – популярни бразилски изпълнители.
Точно една година по-късно, през 2000 г., той подписва договор с лейбъла Som Livre и издава албума Inventor dos Amores (CD и DVD), продуциран от Audio Mix; албумът е продаден в 15 хиляди копия. Няколко сингъла донасят успех на албума, включително едноименния сингъл Inventor dos Amores, който е записан с участието на бразилското дуо Jorge & Mateus, което достига номер 24 в Brasil Hot 100 Airplay.
След първия успех певецът пуска песента Cor de Ouro, която успява да се изкачи до 21-во място в бразилската радио класация и Balada (известна още като Balada (Tchê Tcherere Tchê Tchê) и Balada Boa), с която Густаво Лима придобива популярност по целия свят. Песента успява да оглави класациите в Белгия, Италия, Франция, Холандия, а също така се изкачва до №3 място в Brasil Hot 100 Airplay и №1 в Brasil Hot Popular Songs .
През 2011 г. излиза албумът на живо Gusttavo Lima e Você (CD и DVD), който е записан в Патус де Минас по време на Фенамильо (Фестивал на царевицата) пред публика от 60 хиляди души. Албумът достига номер 7 в класацията на бразилските албуми и става платинен, като се продават над 50 000 копия.
Густаво е третият най-търсен човек в Google в Бразилия през 2011 г.
В началото на 2012 г. певецът стартира първото си международно турне, като изнася концерти в девет града в САЩ, включително Бостън и Лас Вегас.
През октомври същата година издава нов албум на живо, озаглавен Ao Vivo em São Paulo (CD и DVD). Той е записан в Credicard Hall в Сао Пауло.

## Сингли
- 2009 г. – Rosas, Versos e Vinhos
- 2010 г. – Inventor dos Amores
- 2011 г. – Cor de Ouro
- 2011 г. – Refém
- 2011 г. – Balada
- 2012 г. – 60 Segundos, Gatinha Assanhada